# 김숭실
김숭실(金崇實, 1981년 4월 21일 - )은 대한민국의 한국마사회 소속의 대한민국 여자 탁구 선수이다.
1981년 대구에서 태어난 김숭실은 일곱 살 때, 아버지가 돌아가시면서 할머니 밑에서 컸다. 대구봉덕초등학교 3학년 때 우연히 탁구부에 들어가 탁구를 시작했다. 2000년 실업 무대에 데뷔한 이래 6년만인 2002년 12월 SBS 챔피언전 여자 단식에서 생애 처음으로 전국 규모 대회에서 우승했다.

## 개인 전적
- 2001 회장기 전국실업탁구연맹전 단식 3위
- 2001 제47회 전국남녀종별탁구선수권대회 복식 2위
- 2001 제55회 전국남녀종합탁구선수권대회 단식 3위
- 2002 제48회 전국남녀종별탁구선수권대회 단식 3위
- 2003 제49회 전국남녀종별탁구선수권대회 복식 3위
- 2008 KRA컵 SBS 탁구 챔피언전 개인단식 3위

## 국제 전적
- 2001년 ITTF 프로 투어 브라질 오픈 복식 2위
- 2003년 ITTF 프로 투어 브라질 오픈 복식 3위
- 2005년 ITTF 프로 투어 한국 오픈 단식 3위